# ایستگاه اسکات رود
ایستگاه اسکات رود (انگلیسی: Scott Road station) یک ایستگاه مرتفع در خط اکسپو (اسکای‌ترین) سیستم اسکای‌ترین مترو ونکوور است. این ایستگاه در نزدیکی انتهای جنوبی پل پاتولو در محله وست مینستر جنوبی سوری، بریتیش کلمبیا، بریتیش کلمبیا، کانادا واقع شده‌است. این ایستگاه همچنین به محله بریج ویو Whalley خدمات می‌دهد، و تقاطع بین بلوار کینگ جورج و جاده اسکات در شمال ایستگاه قرار دارد.